# Cristina Montesinos
Cristina Montesinos Gil (Tarrasa, 12 de julio de 1994) es una deportista española que compite en atletismo, especialista en la disciplina de marcha.
Ganó dos medallas en la Copa Europea de Marcha Atlética de 2023, oro en 35 km por equipo y bronce en 35 km individual.
Obtuvo la victoria en los 20 km del Campeonato de España de Marcha de 2024, en el que consiguió la mínima olímpica para participar en los Juegos Olímpicos. Consiguió la sexta posición en el Campeonato de Europa del mismo año y después la décima en los Juegos Olímpicos de París 2024.